# سباستین لوب
سباستین لوب (به فرانسوی: Sébastien Loeb) (زاده ۲۶ فوریه ۱۹۷۴ در اگنو) رانندهٔ رالی فرانسوی است که برای تیم رالی قهرمانی جهان سیتروئن می‌راند. او موفق‌ترین و پرافتخارترین رانندهٔ تاریخ دبلیو آر سی و رکورددار بیشترین قهرمانی، بیشترین قهرمانی پیاپی، بیشترین مقام اول، بیشترین مقام اول تا سوم و بیشترین امتیاز در این رقابت‌ها است.